# منى عبد الله سليمان
منى عبد الله سليمان (مواليد 1978) هي رياضية بارالمبية إماراتية تنافس بشكل رئيسي في مسابقات الرمي من فئة F32 أو F51. نافست في الألعاب البارالمبية الصيفية لعام 2000 في رمي ورمي القرص F51 لكنها فشلت في الفوز بأي ميداليات، وبعد أربع سنوات في دورة الألعاب البارالمبية الصيفية لعام 2004 نافست من كرسيها المتحرك في رمية F32 وفاز بالميدالية الفضية.